# A54 road
Die A54 road (englisch für Straße A54) ist eine 67,4 km lange, nur teilweise als Primary route ausgewiesene Straße in England, die bei Chester mit Buxton verbindet.

## Verlauf
Die Straße zweigt in Tarvin östlich von Chester von der A51 road ab und führt, die A49 road kreuzend, über Winsford und Middlewich sowie an deren Anschluss junction 18 des M6 motorway und die A50 road kreuzend nach Congleton (Umfahrung – bypass – im Bau; Kreuzung mit der A34 road). Hier verliert sie ihren Charakter als Primary route und setzt sich weiter nach Osten fort, bis sie kurz vor Buxton auf die A53 road trifft und endet.